# Giuseppe Paris
Giuseppe Paris (Milà, 22 de setembre de 1895 – Merate, 5 d'abril de 1968) va ser un gimnasta artístic italià que va competir a començaments del segle xx.
El 1920 va prendre part en els Jocs Olímpics d'Anvers, on guanyà la medalla d'or en el concurs complet per equips del programa de gimnàstica. Quatre anys més tard, als Jocs de París, tornà a guanyar la medalla d'or en el concurs complet per equips. En aquests Jocs disputà vuit proves més del programa de gimnàstica, sent la cinquena posició en cavall amb arcs el millor resultat. El 1928, a Amsterdam, disputà els seus tercers i darrers Jocs, amb la participació en set proves del programa de gimnàstica. La sisena posició en el concurs complet per equips fou el millor resultat.